# Sur la Tisza
Pour plus de détails, voir Fiche technique et Distribution.
Sur la Tisza (Над Тиссой, Nad Tissoy) est un film soviétique réalisé par Dmitri Vassiliev, sorti en 1958,.

## Fiche technique
- Photographie : Nikolaï Bolchakov
- Musique : Lev Chvarts
- Décors : Abram Freïdin, V. Kiseleva
- Montage : P. Tchetchetkina